# Kerem Bürsin
Kerem Bürsin (Estambul, 4 de junio de 1987) es un conocido actor, productor, guionista y modelo turco. Es reconocido por su participación en las series de televisión Güneşi Beklerken (2013−2014), Şeref Meselesi (2014−2015) y Sen Çal Kapımı (2020-2021) vendida a más de 90 países. Ganó el premio Seoul International Drama Award en 2017, convirtiéndose en el segundo actor turco en ganar este premio.
Bürsin hizo su debut en la película Thursday en el año 2006. Actuó en otras películas como Strawberry Melancholy (2007), Wendigo (2010) y Sharktopus (2010). Luego de su éxito en la serie de Güneşi Beklerken, obtuvo otros papeles principales en series como Şeref Meselesi, Bu Şehir Arkandan Gelecek (2017), Muhteşem İkili (2018-2019) y Sen Çal Kapımı. También ha realizado dos series de Internet: Yaşamayanlar (2018), en la cual fue coproductor y Aynen Aynen (2020-2021).

## Primeros años
Kerem Bürsin nació el 4 de junio de 1987 en Estambul. Es hijo de Çiğdem Bürsin y Pamir Bürsin. Tiene una sola hermana, Melis Bürsin. Debido al trabajo de su padre, vivió en muchos países durante su infancia, entre los que se incluyen Reino Unido (Escocia), Indonesia, los Emiratos Árabes Unidos, Turquía, Malasia y los Estados Unidos.
En 1999, a los doce años, Kerem se mudó con su familia a Estados Unidos, donde vivió durante varios años. En la escuela secundaria, formó una banda de rock con amigos, con la cual realizó muchos conciertos en Texas. También fue elegido como el mejor actor de teatro en una competencia hecha en su escuela. Luego de graduarse, se mudó a Boston y realizó una carrera de comunicaciones y marketing en Emerson College, con especialización en relaciones públicas. Además, tomó cursos de actuación.

## Carrera

### 2006 - 2013: Inicios
Kerem Bürsin empezó a enfocar sus estudios en la actuación y se mudó a Los Ángeles, donde comenzó a actuar, recibiendo educación actoral de Carolyn Pickman y Eric Morris. Finalmente, fue descubierto por el productor Roger Corman, lo que le llevó a participar en varias películas y anuncios.
A lo largo de sus primeros años de carrera, Bürsin participó en varias películas como Thursday (2006), Strawberry Melancholy (2007), Wendigo (2010), Sharktopus, y en varios cortometrajes como Rozar Man (2006), The Architect (2007), Killian (2008). En el 2010 fue productor del corto Kiss of Death.

### 2013 - presente: Revelación y reconocimiento
En Turquía, en 2013, Bürsin interpretó a Kerem Sayer en Güneşi Beklerken, papel por el cual ganó diversos premios. La serie trajo gran atención y fue vendida a países como Chile, Puerto Rico, Perú, etc. A finales de 2014, consiguió su segundo papel protagónico en la serie Şeref Meselesi. Durante este mismo año hizo su primera colaboración con Lipton y con Turkcell.
En 2016 se convirtió en la imagen de la marca de prendas de vestir Mavi Jeans y un año después, obtuvo el papel protagónico en Bu Şehir Arkandan Gelecek, donde interpretó a un trabajador de un barco llamado Ali Smith quien tiene interés en las artes marciales, el boxeo y las peleas callejeras. Por su desempeño ganó el premio Seoul International, en la categoría de mejor actor. Desde 2016 hasta 2017 trabajó en anuncios con Nike.
Con interés de incursionar en otras áreas en la industria, en el 2017 lanzó su propia compañía de producción, BraveBorn Films, junto a su amigo Kemal Çömelek. Al año siguiente, en el 2018, logró producir dos películas, İyi Oyun y Kelebekler, y una serie Yaşamayanlar, bajo su producción. Esta última fue protagonizada por Kerem y Elçin Sangu. 
En noviembre del 2018 actuó en Muhteşem İkili, donde interpretó el papel de Mustafa Kerim Can, y compartió el protagónico con İbrahim Çelikkol, Özge Gürel y Öykü Karayel. También coprotagonizó la película Can Feda. Más tarde, en el 2019, hizo una campaña publicitaria con la marca H&M y Hublot. 
En el año 2020, firmó para Sen Çal Kapımı, la cual fue emitida por Fox Turquía y finalizó con su segunda temporada el 8 de septiembre de 2021. En esta serie interpretó a Serkan Bolat, un rico heredero y arquitecto turco el cual tiene una enemistad con Kaan Karadağ (İsmail Ege Şaşmaz), lo que lleva a que, luego de determinados acontecimientos, le proponga a Eda Yıldız un contrato donde hacen pensar a todo el mundo que están comprometidos. Durante ese mismo tiempo, Kerem participó en cinco temporadas de Aynen Aynen compartiendo protagonismo con Nilperi Şahinkaya e interpretando a Deniz y Nil respectivamente.
En el año 2020, también realizó dos publicidades junto a la marca BMW al igual que su última publicidad en el 2022. Así también durante el 2021 realizó nuevamente dos campañas publicitarias junto a Lipton, una de las cuales consiguió más de 8 millones de reproducciones.
En el año 2023, firmó para la serie Ya Çok Seversen, producida por Ay Yapim, para Kanal D. En ella interpretó a Ates Arcali. La serie fue vendida a más de 20 países.
Ese mismo año, grabó un anuncio para Turkish Airlines, en el que consiguió más de 320 millones de reproducciones en Instagram, siendo el anuncio más visto de la compañía en la plataforma. También grabó anuncios para marcas como Under Armour y Zuber. 
Durante toda su carrera ha trabajado con diferentes revistas, estando en la portada de muchas de ellas, como GQ, ELLE, beMAN, ALEM, HELLO, VOGUE, L'OFFICIEL, entre otras. 

#### Proyectos en desarrollo
A principios de mayo de 2024 finalizó el rodaje de la película Mavi Mağara (The Blue Cave), en la que además de actuar, es también guionista y coproductor. Esta se centra en la historia de amor entre Cem (Kerem Bürsin), un soldado de la marina, y su moribunda esposa Alara (Devrim Özkan). Cuando Cem pierde a su esposa a causa del cáncer, comienza un viaje hacia la "Cueva Azul", dónde promete mostrar su gran amor algún día. Este viaje de Cem a la Cueva Azul se convierte en un descubrimiento sorpresa que revela los detalles de su relación con Alara y reafirma que el amor verdadero es eterno. Se estrenó el 18 de octubre de 2024 a través de la plataforma Prime Video.
A finales de agosto de 2024 culminó de filmar la película "Son of a Rich", una comedia histórica en la que interpreta el papel de Mete. Su fecha de estreno está prevista para el 20 de diciembre de 2024.
Actualmente se encuentra filmando la serie "Platonik" para Netflix, en la cual comparte protagonismo con Gupse Özay y Öykü Karayel. 
Además, su productora, BraveBorn Films, tiene otros proyectos de películas, series de televisión y series digitales en curso. Algunas se encuentran en etapa de preproducción, otras en producción y otras próximas a anunciarse. Bürsin, en una entrevista que dio para un medio español, manifestó que se estaba trabajando en la adaptación de un libro que tenía lugar en Turquía y España, pero que todavía no podía dar mucha información al respecto.

## Otros proyectos
Kerem Bürsin ha manifestado su compromiso con diversos temas sociales, desde el calentamiento global hasta los incendios que ocurrieron en Turquía durante el 2021. En 2021 se convirtió en el primer embajador turco de He For She, una campaña solidaria que promueve la equidad de género, creada por ONU Mujeres. Su objetivo es involucrar a los hombres y niños como agentes de cambio para el logro de la igualdad de género y reivindicación de los derechos de las mujeres, animándoles a tomar medidas contra las desigualdades de género que enfrentan las mujeres y las niñas.
Anteriormente, había apoyado la campaña de redes sociales de He For She #IDo donde animaba a sus seguidores a actuar contra la desigualdad de género. También ha promovido activamente la iniciativa de cuentos de hadas con perspectiva de género lanzada por ONU Mujeres a mediados de noviembre del 2021. El actor realiza actividades como charlas en universidades y conversatorios sobre masculinidad positiva en diferentes plataformas digitales.
En el 2015 participó en la campaña He for She para Unicef, donde uno de sus mensajes era "debemos asegurarnos de que las mujeres estén más involucradas en todos los aspectos de la vida, y que los actos discriminatorios en contra de las mujeres lleguen a su fin". Desde el 2019 es embajador de buena voluntad de Unicef. 
Además, es defensor de la igualdad de género en su trabajo, ya que no acepta que se le pague más que a sus coprotagonistas mujeres. Tampoco acepta guiones donde, aunque la mujer sea fuerte al final del día, es de alguna manera "salvada" por el protagonista masculino.
A través de su productora BraveBorn Films, el actor busca proveerle más oportunidades a las mujeres como directoras, camarógrafas, entre otros trabajos que han sido tradicionalmente para hombres.
Durante 2021, Kerem visitó España, más específicamente Gran Canaria, ya que había sido elegido embajador de la Gran Canaria Swim Week by Moda Cálida, con la idea de incentivar el turismo de la zona, el objetivo principal era llevar la marca de la organización a todo el mundo y reforzar la imagen de la isla.

## Filmografía

### Televisión
| Series de Televisión | Series de Televisión      | Series de Televisión    | Series de Televisión             | Series de Televisión |
| Año                  | Título                    | Personaje               | Notas                            | Cadena               |
| -------------------- | ------------------------- | ----------------------- | -------------------------------- | -------------------- |
| 2013-2014            | Güneşi Beklerken          | Kerem Sayer/Güneş Sayer | Protagonista 54 episodios (1-54) | Kanal D              |
| 2014                 | Ulan İstanbul             | Yiğit Kılıç             | Invitado                         | Kanal D              |
| 2014-2015            | Şeref Meselesi            | Yiğit Kılıç             | Protagonista 26 episodios (1-26) | Kanal D              |
| 2017                 | Bu Şehir Arkandan Gelecek | Ali Smith               | Protagonista 20 episodios (1-20) | ATV (Turquía)        |
| 2018-2019            | Muhteşem İkili            | Mustafa Kerim Can       | Protagonista 12 episodios (1-12) | Kanal D              |
| 2020-2021            | Sen Çal Kapımı            | Serkan Bolat            | Protagonista 52 episodios (1-52) | FOX Turquía          |
| 2023                 | Ya Çok Seversen           | Ateş Arcali             | Protagonista 13 episodios (1-13) | Kanal D              |

### Plataforma Digital
| Año       | Título        | Personaje | Notas                                                 | Cadena           |
| --------- | ------------- | --------- | ----------------------------------------------------- | ---------------- |
| 2018      | Yaşamayanlar  | Dmitry    | Protagonista 8 episodios (1-8)                        | BlueTV / Netflix |
| 2020-2021 | Aynen Aynen   | Deniz     | Protagonista 7 temporadas (3 temporada - 7 temporada) | BlueTV           |
| 2024      | La Cueva Azul | Cem       | Protagonista                                          | Prime Video      |
| 2025      | Platonik      | Kaan      | Protagonista 8 episodios                              | Netflix          |

### Cine
| Películas | Películas                                 | Películas   | Películas          | Películas                               |
| Año       | Título                                    | Personaje   | Dirección          | Notas                                   |
| --------- | ----------------------------------------- | ----------- | ------------------ | --------------------------------------- |
| 2006      | Thursday                                  | Grauss      | Thadd Williams     |                                         |
| 2007      | Strawberry Melancholy                     | Travis      | Cameron Beyl       | Película Independiente                  |
| 2010      | Wendigo                                   | Andy        | Tina Densmore Bell | Película Independiente                  |
| 2010      | Sharktopus                                | Andy Flynn  | Declan O'Brien     | Telefilme                               |
| 2013      | Palace of the Damned                      | Adam        | Antony Szeto       | Telefilme                               |
| 2014      | Unutursam Fısılda                         | Erhan       | Cağan Irmak        |                                         |
| 2018      | İyi Oyun                                  | Rüzgar      | Umut Aral          | BraveBorn Films                         |
| 2018      | Can Feda                                  | Onur Keskin | Çağatay Tosun      |                                         |
| 2020      | Eflâtun                                   | Oflaz       | Cuneyt Karakus     | Película Independiente                  |
| 2022      | A todo tren 2. Sí, les ha pasado otra vez | Kerem       | Santiago Segura    |                                         |
| 2024      | Mavi Mağara                               | Cem         | Altan Dönmez       | Ay Yapim, BraveBorn Films (Prime Video) |
| 2024      | Son of a Rich                             | Mete        | Onur Ünlü          | Kunay Film                              |

### Cortometrajes
| Cortometrajes | Cortometrajes | Cortometrajes | Cortometrajes |
| Año           | Título        | Personaje     | Notas         |
| ------------- | ------------- | ------------- | ------------- |
| 2006          | Rozar Man     | Macalester    |               |
| 2007          | The Architect | Craig Belmont |               |
| 2008          | Killian       | Lennox        |               |

### Teatro
| Obras de teatro | Obras de teatro     | Obras de teatro | Obras de teatro |
| Año             | Título              | Papel           | Notas           |
| --------------- | ------------------- | --------------- | --------------- |
|                 | Harold's Fall       |                 |                 |
|                 | Mariner             |                 |                 |
|                 | The Music Man       |                 |                 |
|                 | Fiddler on The Roof |                 |                 |
|                 | All out             |                 |                 |

### Productor
| Producción | Producción    | Producción |
| Año        | Título        | Tipo       |
| ---------- | ------------- | ---------- |
| 2010       | Kiss of Death | Corto      |

### Coproductor (BraveBorn Films)
| Producción | Producción                  | Producción          |
| Año        | Título                      | Tipo                |
| ---------- | --------------------------- | ------------------- |
| 2017       | Bu Şehir Arkandan Gelecek   | Serie de Televisión |
| 2018       | Yaşamayanlar                | Plataforma Digital  |
| 2018       | İyi Oyun                    | Película            |
| 2018       | Kiss of Death               | Película            |
| 2018       | Kelebekler                  | Película            |
| 2024       | Mavi Mağara (The Blue Cave) | Película            |

### Vídeos musicales
| Año  | Cantante | Canción    | Nota |
| ---- | -------- | ---------- | ---- |
| 2009 | Chelsea  | Summer Set |      |

## Publicitarios
| Anuncios publicitarios | Anuncios publicitarios | Anuncios publicitarios |
| Año                    | Título                 | País                   |
| ---------------------- | ---------------------- | ---------------------- |
| -                      | El Polo Loco           | Estados Unidos         |
| 2013                   | Line                   | Turquía                |
| 2014                   | Lipton                 | Turquía                |
| 2014                   | Turkcell               | Turquía                |
| 2015-2016              | Mavi                   | Turquía                |
| 2016-2017              | Nike                   | Turquía                |
| 2017                   | Garanti Bankası        | Turquía                |
| 2018                   | Nescafe                | Turquía                |
| 2019                   | H&M                    | Turquía                |
| 2019                   | Hublot                 | Turquía                |
| 2020                   | Under Armour           | Turquía                |
| 2020                   | BMW                    | Turquía                |
| 2021                   | Lipton                 | Turquía                |
| 2021                   | BMW                    | Turquía                |
| 2022                   | BMW                    | Turquía                |
| 2022                   | Under Armour           | Turquía                |
| 2023                   | Under Armour           | Turquía                |
| 2023                   | BMW                    | Turquía                |
| 2023                   | Züber                  | Turquía                |
| 2023                   | Turkish Airlines       | Global                 |
| 2024                   | Bosch                  | Turquía                |
| 2024                   | Turkcell               | Turquía                |

## Premios y nominaciones
| Premios y Nominaciones | Premios y Nominaciones                | Premios y Nominaciones                                           | Premios y Nominaciones    | Premios y Nominaciones |
| Año                    | Premio                                | Categoría                                                        | Trabajo                   | Resultado              |
| ---------------------- | ------------------------------------- | ---------------------------------------------------------------- | ------------------------- | ---------------------- |
| 2008                   | 27. The Evvy Awards                   | The Architect                                                    |                           | Nominado               |
| 2013                   | Wish Awards                           |                                                                  | Güneşi Beklerken          | Ganador                |
| 2014                   | 3. Ege University Media Meeting       | Mejor Actor                                                      | Güneşi Beklerken          | Ganador                |
| 2014                   | 20. Golden Lens                       | Mejor Actor                                                      | Güneşi Beklerken          | Ganador                |
| 2014                   | 3. Kristalfare Media Awards           | Mejor Actor                                                      | Güneşi Beklerken          | Ganador                |
| 2014                   | Ayakli Gazete TV Stars Awards         | Mejor Actor                                                      | Güneşi Beklerken          | Ganador                |
| 2014                   | Ayakli Gazete TV Stars Awards         | Mejor Actor                                                      | Güneşi Beklerken          | Ganador                |
| 2014                   | 14.º Estrellas del año                | Actor más admirado                                               | Unutursam Fısılda         | Ganador                |
| 2014                   | GQ Turkey Rising Star of the Year     | Mejor Actor                                                      |                           | Ganador                |
| 2015                   | 22.ª ITU Success Awards               | Actor más exitoso                                                | Unutursam Fısılda         | Ganador                |
| 2015                   | Premios GSU (2014)                    | Mejor Serie de TV / Actor de Cine                                | Şeref Meselesi            | Ganador                |
| 2017                   | Premio Internacional de Drama de Seúl | Mejor Actor                                                      | Bu Şehir Arkandan Gelecek | Ganador                |
| 2020                   | Yıldız Technical University           | Mejor Actor                                                      | Sen Çal Kapımı            | Ganador                |
| 2021                   | Golden Wings                          | Mejor Actor                                                      | Sen Çal Kapımı            | Ganador                |
| 2021                   | PRODU Awards                          | Mejor actor en una serie extranjera                              | Sen Çal Kapımı            | Nominado               |
| 2021                   | Ayakli Gazete TV Stars Awards         | Mejor Actor                                                      | Sen Çal Kapımı            | Ganador                |
| 2021                   | Ayakli Gazete TV Stars Awards         | Mejor pareja en una serie de televisión con Hande Erçel          | Sen Çal Kapımı            | Ganador                |
| 2021                   | 47. Premios Pantene Altın Kelebek     | Mejor pareja en una serie de televisión con Hande Erçel          | Sen Çal Kapımı            | Ganador                |
| 2022                   | PRODU Awards                          | Mejor Actor en una serie extranjera                              | Sen Çal Kapımı            | Ganador                |
| 2023                   | Ayakli Gazete TV Stars Awards         | Mejor Actor                                                      | Ya Çok Seversen           | Ganador                |
| 2023                   | Ayakli Gazete TV Stars Awards         | Mejor pareja en una serie de televisión con Hafsanur Sancaktutan | Ya Çok Seversen           | Ganador                |
| 2023                   | 49.Premios Pantene Altın Kelebek      | Mejor Actor Comedia Romántica                                    | Ya Çok Seversen           | Ganador                |